# Causa petendi
Causa petendi es la voz latina que significa en español "causa de pedir".
En el ámbito del derecho procesal o adjetivo, la locución latina "causa petendi" se utiliza para definir cuáles son los hechos por los que el actor o quien inicia un juicio se ve compelido a incoar el procedimiento jurisdiccional intentado, (STS 7 de noviembre de 2007, RC n.º 5781/2000).
No debe confundirse con el petitum o pretensión que es lo que pide la parte. Así en el ejemplo del desahucio lo que se dice como causa petendi es en realidad la pretensión o petitum y no la causa petendi, que en el supuesto sería aquellos hechos que nos llevan a solicitar el desahucio y la reclamación de cantidad, por ejemplo el incumplimiento del arrendatario en el pago de las cantidades estipuladas como renta. 
En glosa y en abundancia a lo que podemos decir sobre esta voz propia del argot del derecho procesal, es de acotarse que en una contienda jurisdiccional la causa petendi da luego génesis al petitum, del cual existen habitualmente dos tipos: uno genérico y el otro específico. El genérico no es otra cosa más que el pedimento de justicia que mueve al actor a hacer uso del aparato de justicia que el Estado pone a su servicio; mientras que el específico se ve conformado por los puntos concretos de los que se ocupará finalmente la contención iniciada y son aquellos que precisamente proyecta obtener el demandante mediante la sentencia futura. Para este último caso podemos citar como ejemplo el siguiente: En un juicio de desahucio, la "causa petendi" son los hechos que mueven al actor a entablar una reyerta en contra del demandado, mientras que el petitum es -por lo regular- la desocupación del inmueble y el pago de las rentas atrasadas.
Un efecto que la causa petendi provoca en el proceso, es la fijación de la litis, pues una vez propalada cuál es la causa de pedir del actor, luego éste no podrá ampliarla en una etapa intermedia del juicio, salvo que la legislación adjetiva lo permita explícitamente.
En la mayoría de las regulaciones legislativas que existen sobre los procesos contenciosos, el creador de la norma inserta disposiciones  que obligan a los tribunales a resolver plenariamente las pretensiones de las partes, salvaguardando así la impartición de una justicia completa y eficaz, cualidades esta últimas de la labor jurisdiccional que se obtienen sólo después de atender con fidelidad a la causa petendi y al petitum cuya formal exteriorización por parte del litigante motivó la reyerta.